# Aleksandra Komorowska
Aleksandra Komorowska – hrabina, właścicielka majątku Zabrzeźnia w skład którego wchodził zespół dworsko-parkowy "Zabrzeźnia" w Głownie od 1926 roku.
24 listopada 2003 r. Rada Miasta Głowno nadała jej tytuł Zasłużonego Obywatela dla Miasta Głowno. W okresie międzywojennym i w czasie okupacji działała społecznie na rzecz mieszkańców Głowna. Podarowała m.in. działkę, na której stanęła pierwsza szkoła podstawowa w Głownie. Dokonała także innych darowizn: m.in. gruntów pod cmentarz i straż pożarną. Była założycielką – działającej w czasie okupacji niemieckiej – Rady Głównej Opiekuńczej, wspierającej uchodźców oraz ubogą ludność miasta.
Po wojnie została zmuszona do opuszczenia swojego majątku. W jej dworze urządzono przedszkole i bibliotekę. Obecnie mieści się w nim (po wyremontowaniu) Urząd Stanu Cywilnego w Głownie.
Hrabina Aleksandra Komorowska była ciotką (siostrą ojca) generała Tadeusza Bora-Komorowskiego.